# Расселл (Онтарио)
Расселл (англ. Russell) — посёлок (тауншип) в канадской провинции Онтарио, округ Прескотт и Расселл. Входит в состав Национального столичного региона Канады.
Расселл был частью одноимённого исторического округа, позднее разделённого между г. Оттава и соседними населёнными пунктами.
Площадь Расселла составляет 198,96 км².
Согласно переписи 2001 г., население Расселла составляло 12 412 жителей (62,38 человек/км²). Среди жителей города около 30 % говорят по-французски.